# M&M's Adventure
M&M's Adventure es un videojuego de acción y aventura desarrollado por Nikitova Games y publicado por Zoo Games para Nintendo DS y Wii.

## Sinopsis
El juego se desarrolla en Navidad, con Verde, Amarillo y Rojo a cargo de la fábrica de M&M's. Sin embargo, debido a un error del sistema, los caramelos recolectados son expulsados y todos los robots de la fábrica se vuelven rebeldes, por lo que los M&M's se embarcan en una misión para detener el error del sistema y salvar la fábrica.

## Jugabilidad
Al principio solo se puede jugar con Rojo pero a medida que avanza el juego, se puede jugar con Amarillo que tiene el poder de hacer doble salto, y Verde que puede atacar con una raqueta. En el lobby, hay partes bloqueadas por puertas con la cara de un personaje que requiere el uso de ese personaje (dependiendo del color y la imagen de la puerta M&M solo ese M&M puede entrar). El juego tiene 1 jefe del mundo y el final es un muñeco de nieve.
La Fábrica funciona como un Lobby en el que el jugador puede acceder a los diferentes niveles todos basados en diferentes festividades, las cuales son: Día de San Valentín, Pascua, Cuatro de Julio, Halloween y Navidad siendo el escenario final y la festividad central en la historia.

## Recepción
M&M's Adventure recibió críticas "generalmente desfavorables" según el sitio web agregador de reseñas Metacritic.